# Amoklauf in Graz 2025

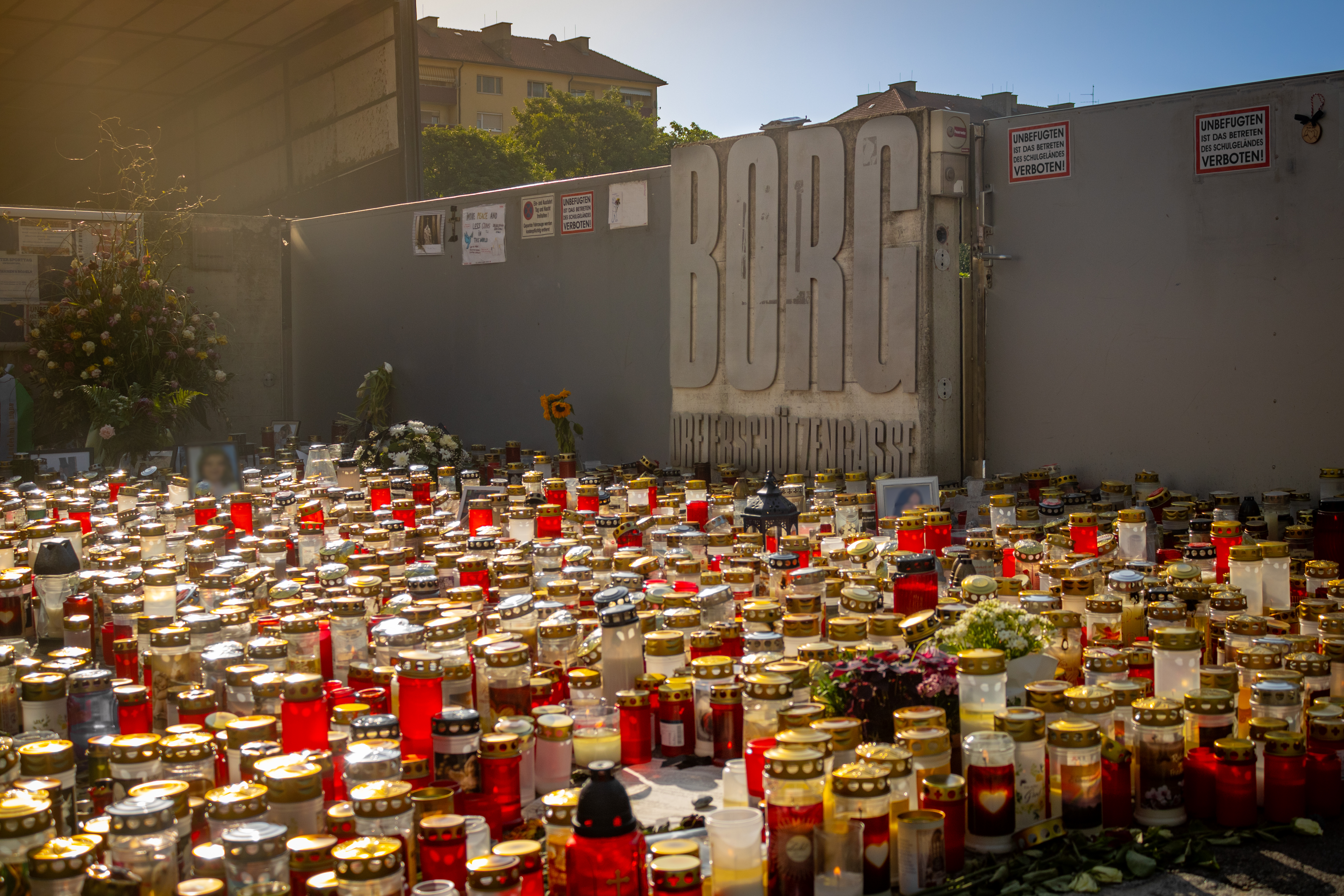
Kerzenmeer zum Gedenken an die Opfer des Amoklaufes vor dem Haupteingang der Schule, 15. Juni 2025.

Der Amoklauf in Graz war ein Amoklauf an einer Schule am 10. Juni 2025 in der steirischen Landeshauptstadt Graz (Österreich). Dabei wurden im Bundesoberstufenrealgymnasium Dreierschützengasse (kurz: BORG Dreierschützengasse) neun Schüler und eine Lehrerin mit legal erworbenen Schusswaffen getötet und weitere elf Menschen verletzt. Der 21-jährige Täter und ehemalige Schüler des BORG hat sich im Anschluss am Tatort selbst erschossen. Als Folge wurden Verschärfungen im Waffenrecht angekündigt.

## Geographisches

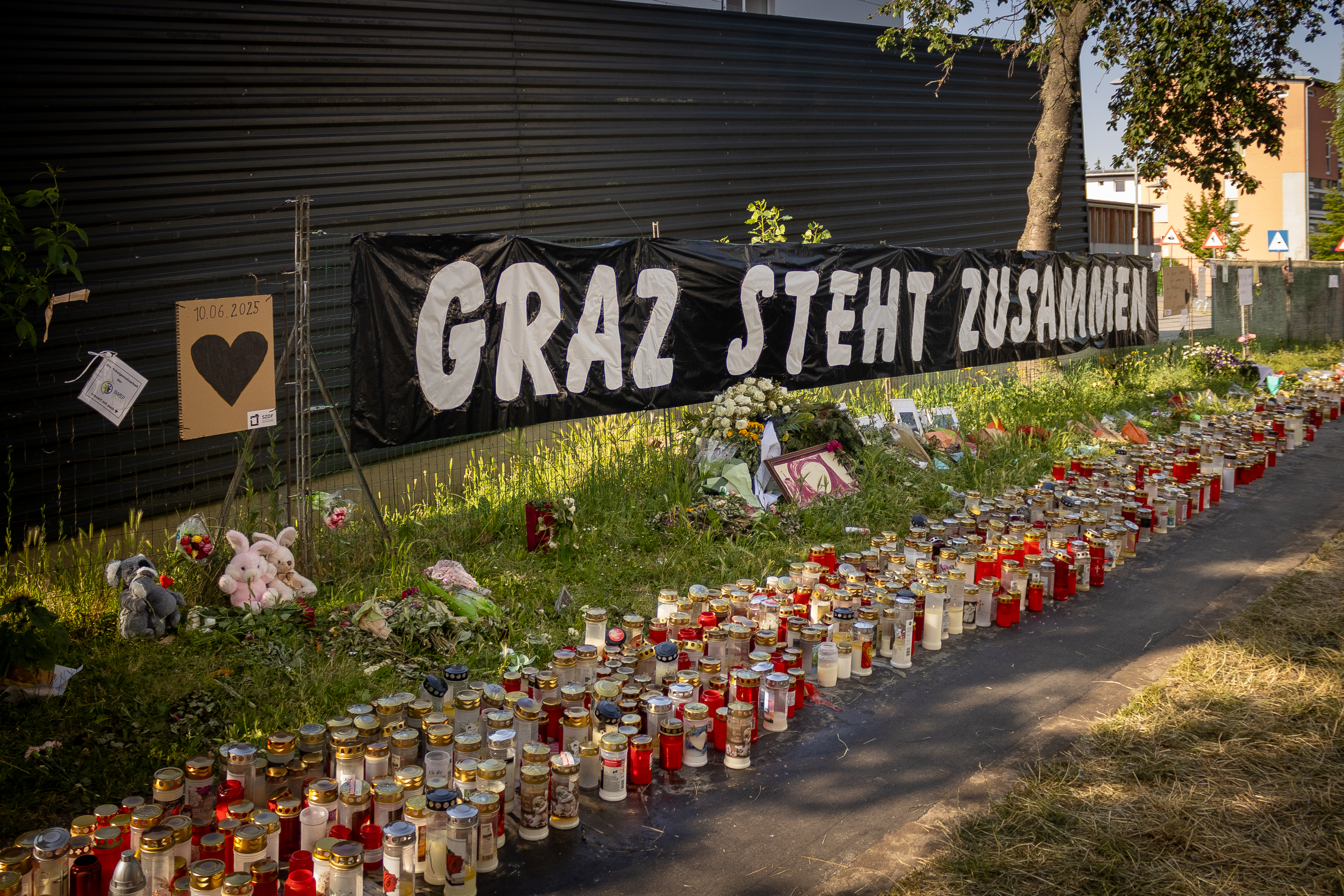
Der Bereich vor der Schule sowie die Ecke Dreierschützengasse/Waagner-Biro-Straße entwickelten sich zu einer temporären Gedenkstätte, 15. Juni 2025.

Das BORG Dreierschützengasse befindet sich nahe der Helmut-List-Halle im vierten Grazer Stadtbezirk Lend.

## Tathergang
Am 10. Juni 2025 betrat der Attentäter um 9:43 Uhr das Schulgebäude mit einem Rucksack, in dem sich die Waffen und Munition befanden. Anschließend rüstete er sich in einer Toilette im dritten Stock damit aus, legte einen Waffengurt mit Jagdmesser an und setzte Gehörschutz auf. Zu dieser Zeit befanden sich 350 bis 400 Schülerinnen und Schüler im Gebäude.
Um 9:57 Uhr startete er den rund sieben Minuten andauernden Amoklauf. Der mutmaßliche Täter begab sich in das zweite Geschoß und gab dort mit zwei legal besessenen Waffen (einer halbautomatischen Pistole (Glock 19) sowie einer am Schaft abgesägten Mercury-Bockflinte) Schüsse auf Personen einer fünften Klasse ab. Danach kehrte er ins dritte Geschoß zurück, schoss die Tür eines Klassenzimmers auf und eröffnete wahllos auf die anwesenden Personen das Feuer. Ob der Täter dabei seine Opfer gezielt ausgesucht hat, ist angesichts des aktuellen Ermittlungsstandes spekulativ. Gesichert ist nur, dass er die Lehrerin, die bei der Schießerei getötet wurde, persönlich kannte. Danach ging er wieder in den Toilettenraum zurück, wo er Suizid beging.
Kurz vor 10:00 Uhr MESZ wurde die Polizei durch Augen- und Ohrenzeugen über eine mögliche Amoklage informiert.
Um 10:06 Uhr traf die erste Polizeistreife (Bezirksstreife der Polizeiinspektion Graz-Eggenberg) mit schwerer Schutzausrüstung vor dem Schulgebäude ein, vernahm dort aber keine Schüsse mehr. Eine Minute später folgten Spezialeinheiten von SIG, EGS und Cobra. Zwischen 10:08 und 10:09 Uhr drangen die Einsatzkräfte ins Gebäude ein. Um 10:13 Uhr wurde der Täter im Toilettenraum aufgefunden, kurz darauf fand man weitere Tote und Schwerverletzte, letztere wurden von einem Sanitäter des Einsatzkommandos erstversorgt. Nach einer Sichtung nach möglichen Mittätern wurde um 10:28 Uhr das Gebäude für den Zutritt des Rettungspersonals freigegeben.
Seitens der Polizei erfolgte unter anderem die Evakuierung des Schulgebäudes, welche gegen 11:30 Uhr abgeschlossen war. Schüler und Lehrer wurden in der Helmut-List-Halle versorgt. Gegen Mittag galt die Lage als gesichert.

## Opfer
Bei der Tat kamen zunächst neun Schüler im Alter von 14 bis 17 Jahren ums Leben, sechs weibliche und drei männliche. Es gab mindestens zwölf Verletzte, wovon drei schwer verletzt waren. Unter den Todesopfern befand sich ein Mädchen, das im Wohnhaus des Täters genau über ihm wohnte. Eine der Verletzten, eine Lehrerin der Schule, welche den Täter früher unterrichtet hatte, verstarb am Abend des 10. Juni 2025 im Spital. Dadurch erhöhte sich die Gesamtzahl der Toten (inklusive des Täters) auf elf.
Die Familie einer getöteten 15-jährigen Schülerin wandte sich aktiv an die Öffentlichkeit, damit nicht nur der Name des Täters in Erinnerung bleibt, sondern vor allem die Namen der Menschen, die ihr Leben verloren.

## Täter
Der 21 Jahre alte Täter war ehemaliger Schüler des BORG und hatte die Schule im Jahr 2022 abgebrochen, nachdem er die 6. Klasse wiederholen musste. Er war in seiner Schule nicht negativ aufgefallen und war nie polizeilich in Erscheinung getreten. Der Sohn einer Österreicherin und eines Armeniers war zuletzt in Kalsdorf bei Graz im Bezirk Graz-Umgebung gemeldet und absolvierte eine berufliche Ausbildung. Die Eltern lebten bereits seit Jahren getrennt, der Täter wuchs mit seinen älteren Brüdern bei seiner alleinerziehenden Mutter auf. Er hatte sich intensiv mit Schulmassakern beschäftigt und sie verherrlicht.

## Ermittlungen
Zur Aufklärung der Tat wurde eine Ermittlungsgruppe des Landeskriminalamts Steiermark zusammengestellt. Der Leiter des Landeskriminalamts kündigte unzählige Opfer- und Zeugenvernehmungen an, die in den kommenden Wochen und Monaten durchgeführt werden sollen. Alle Anknüpfungspunkte des Täters sollen überprüft, alle Hinweise bearbeitet und Videos gesichtet werden. Außerdem werde überprüft, ob der mutmaßliche Einzeltäter im Vorfeld der Tat durch derzeit Unbekannte unterstützt worden war. Nachdem man die Identität des 21-Jährigen festgestellt hatte, wurde an seiner Wohnadresse eine Hausdurchsuchung vorgenommen. Die Ermittler fanden dort einen Abschiedsbrief und ein Abschiedsvideo vor, worin er sich bei seiner Familie für die Tat entschuldigte – Anhaltspunkte für ein Motiv fehlen. Laut den ebenfalls dort vorgefundenen handschriftlichen Aufzeichnungen war die Bluttat offensichtlich über einen längeren Zeitraum akribisch geplant und vorbereitet worden, in den Monaten unmittelbar davor intensivierte der Täter seine Vorbereitungen. Ab März 2025 führte er fünf Schießübungen mit einer Leihwaffe bei einem Schützenverein durch. Anfang April 2025 erwarb er die Schrotflinte bei einem Waffenhändler in Graz, Ende Mai 2025 erwarb er die Pistole bei einem anderen Waffenhändler. Mitte Mai 2025 wurde von der zuständigen Behörde eine Waffenbesitzkarte ausgestellt. Das dafür notwendige psychologische Gutachten wurde im März 2025 als positiv beschieden. In der Wohnung des Amokschützen fanden die Ermittler außerdem auch eine Rohrbombe, die zwar über alle technisch notwendigen Komponenten verfügte, jedoch nicht funktionsfähig war, und Pläne für einen Sprengstoffanschlag vor.

## Hintergründe
Über die möglichen Hintergründe oder Beweggründe dieser Gewalttat lagen vorerst keine gesicherten Erkenntnisse vor. In der Zwischenzeit wurde bekannt, dass der Täter beim psychologischen Test im Rahmen der Stellungsuntersuchung für das Bundesheer durchgefallen war und als nicht wehrdiensttauglich eingestuft worden war. Das Testergebnis wurde aber aus Datenschutzgründen nicht an die Gutachterstelle für die Ausstellung einer Waffenbesitzkarte weitergegeben. Aus den bisherigen Ermittlungen geht weiters hervor, dass der Attentäter die Columbine-Amokläufer verherrlichte.
Laut Medienberichten hinterließ der mutmaßliche Schütze nicht nur eine Abschiedsnachricht auf Papier, sondern auch in digitaler Form, wobei sich auch aus diesen Hinterlassenschaften kein schlüssiges Motiv ableiten ließ. Kurz vor der Tat schickte A. seiner Mutter ein Abschiedsvideo auf ihr Smartphone. Diese reagierte sofort, nachdem sie das Video geöffnet hatte, und informierte unmittelbar danach die Polizei, zu diesem Zeitpunkt befand sich ihr Sohn aber bereits im Schulgebäude.

## Reaktionen

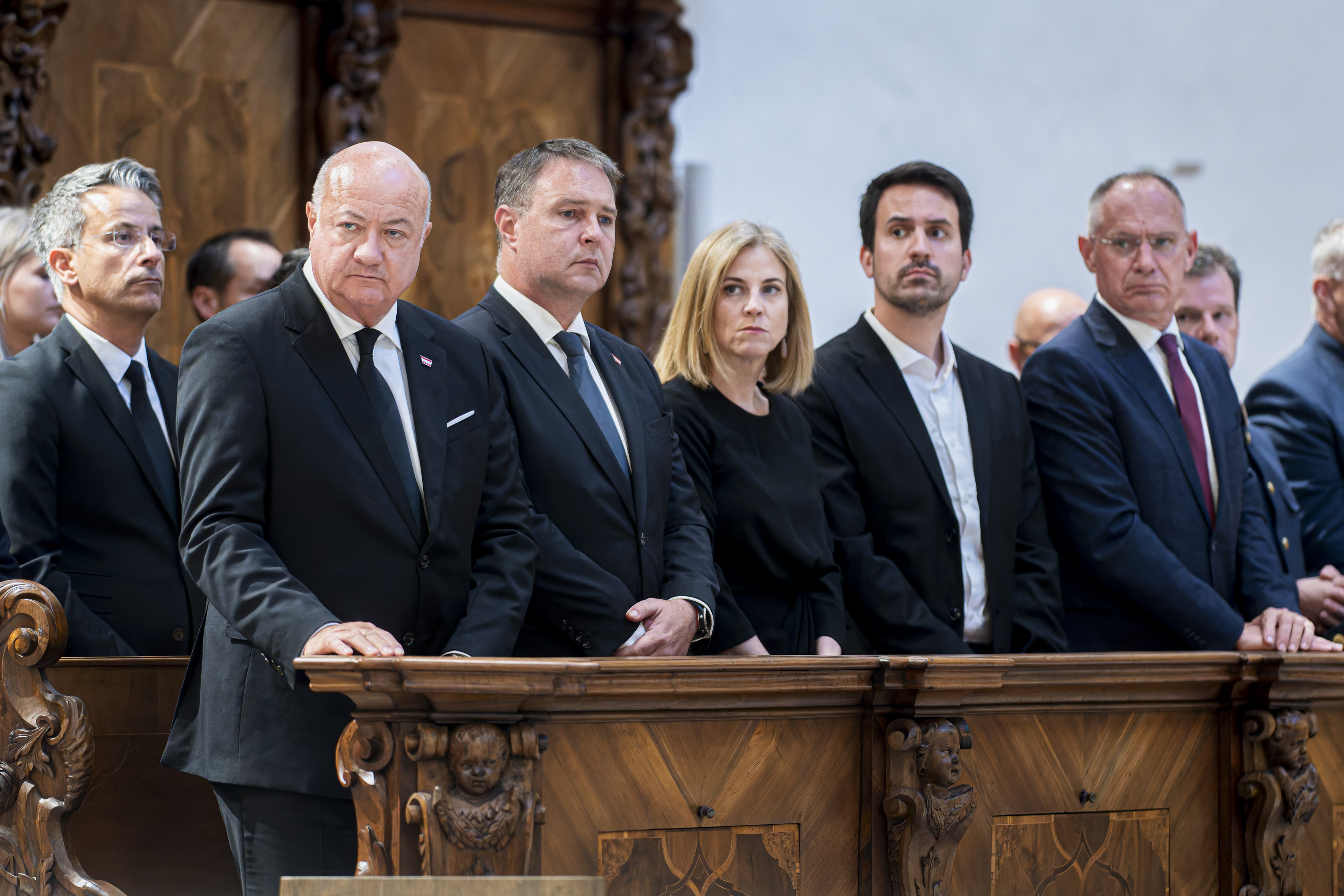
Christian Stocker, Andreas Babler, Beate Meinl-Reisinger, Christoph Wiederkehr und Gerhard Karner beim Gedenkgottesdienst im Grazer Dom am Abend des 10. Juni 2025

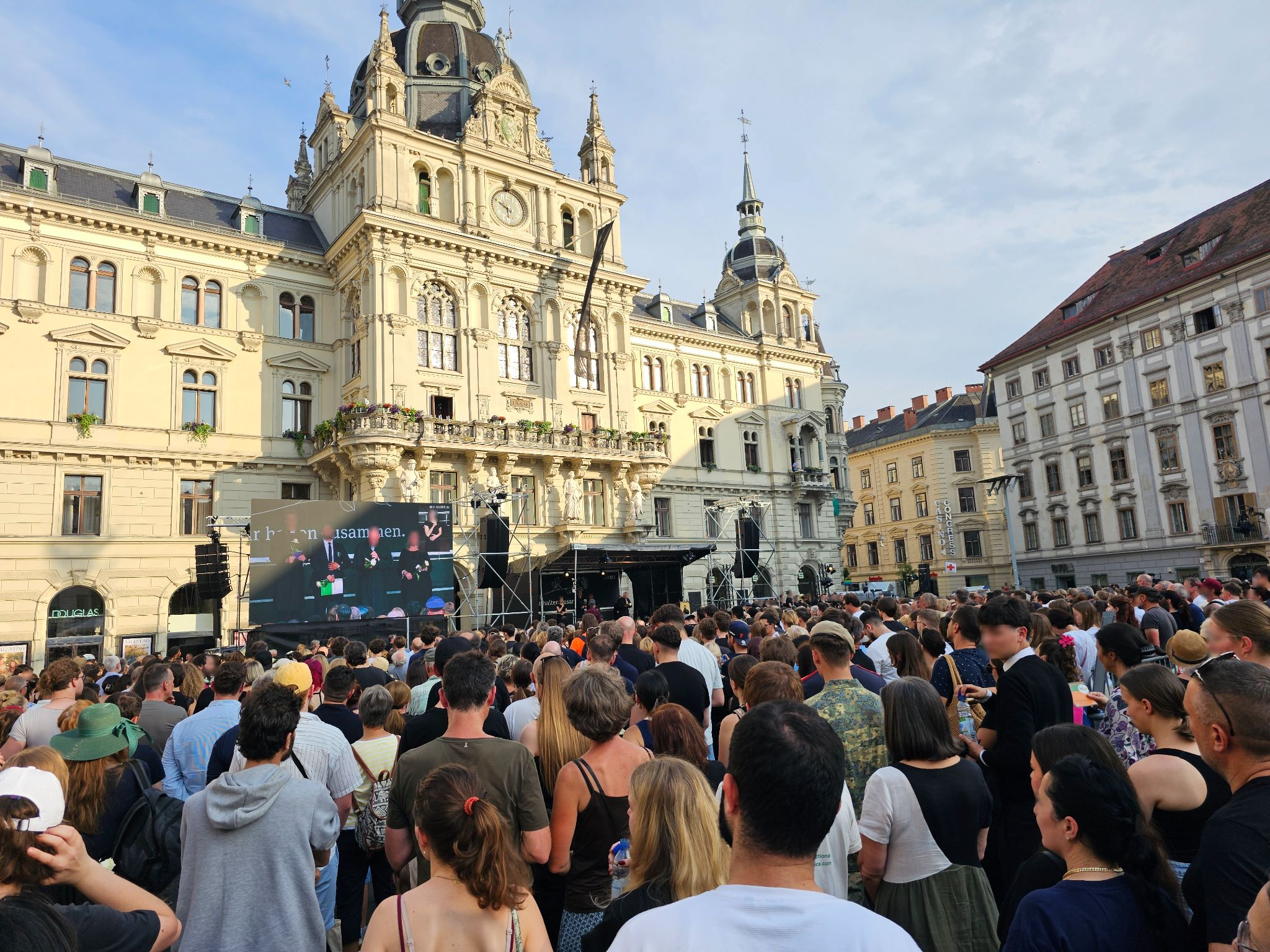
Gedenkveranstaltung am Grazer Hauptplatz (15. Juni 2025)

Bundeskanzler Christian Stocker (ÖVP) verkündete den Beschluss der Bundesregierung, eine dreitägige Staatstrauer zum Gedenken an die Opfer anzuordnen. Die Flaggen an Präsidentschaftskanzlei und Bundeskanzleramt sowie an anderen offiziellen Gebäuden werden auf halbmast gesetzt. Die Grazer Bürgermeisterin Elke Kahr (KPÖ) sprach in einem Telefonat mit dem ORF von einer „fürchterlichen Tragödie“. Als Konsequenz müsse man zusammenstehen, um die Trauer zu verarbeiten. Zudem verkündete Landeshauptmann Mario Kunasek (FPÖ), dass alle Veranstaltungen, die auf die ersten drei Tage nach der Tat fallen, in der Steiermark abgesagt werden.
Die Präsidentin der Europäischen Kommission, Ursula von der Leyen, drückte Beileidsbekundungen aus und sagte, die Tat in Graz habe sie „ins Mark“ getroffen. Bekundungen des Beileids kamen auch vom ukrainischen Präsidenten Wolodymyr Selenskyj, der sich „tief betroffen“ zeigte, von der italienischen Ministerpräsidentin Giorgia Meloni als auch von zahlreichen weiteren Staats- und Regierungschefs.
Im Rahmen der Generalaudienz am 11. Juni 2025 auf dem Petersplatz gedachte Papst Leo XIV. der Opfer des Amoklaufs. In einer Ansprache sicherte er seine Gebete zu und sprach den Angehörigen, Lehrkräften und Mitschülern seine Nähe aus.
Österreichs Bundespräsident Alexander Van der Bellen gedachte am 11. Juni 2025 bei einer Gedenkfeier am Grazer Hauptplatz der Opfer des Amoklaufs.
Am 13. Juni 2025 überbrachte die britische Botschafterin in Österreich, Lindsay Skoll, Bürgermeisterin Elke Kahr die persönlichen Beileidsworte von König Charles III., der Skoll eigens nach Graz entsandt hatte, um seine tiefe Anteilnahme anlässlich der tragischen Ereignisse auszudrücken.
Am 14. Juni 2025 kündigte Bundeskanzler Christian Stocker ein „Bündel“ an Maßnahmen hinsichtlich schulpsychologischer und waffenrechtlicher Konsequenzen an.
Am 15. Juni 2025 fand am Grazer Hauptplatz eine von der Stadt Graz unter dem Titel „Wir stehen zusammen“ ausgerufene Gedenkveranstaltung statt. Dabei kamen Staatssekretär Alexander Pröll (ÖVP), stellvertretend für Bundeskanzler Christian Stocker, Bürgermeisterin Elke Kahr, Schüler- und Elternvertreter sowie Vertreter der Religionsgemeinschaften zu Wort. Auch eine Videobotschaft von Bundespräsident Van der Bellen wurde übertragen. Bereits kurz davor wandte sich der Schulsprecher des BORG Dreierschützengasse in einem Instagram-Video an die Öffentlichkeit, in dem er für mehr Zusammenhalt und Liebe appellierte. Seine emotionalen Worte wurden im Rahmen der Gedenkveranstaltung ebenfalls als Videobotschaft gesendet.
Im Rahmen der offiziellen Gedenkveranstaltung am Grazer Hauptplatz, drei Tage nach der Tat, wandte sich der Schulsprecher des BORG Dreierschützengasse, Ennio Resnik, in einer öffentlichen Rede an die Schulgemeinschaft und die Öffentlichkeit. In seiner Ansprache, die bei der Trauerfeier gezeigt und von verschiedenen Medien aufgegriffen wurde, betonte er die Bedeutung von Zusammenhalt und Mitgefühl. Resnik sprach sich deutlich gegen Hass und Ausgrenzung aus und appellierte an die Gemeinschaft, in dieser schwierigen Zeit zusammenzustehen. Er sagte unter anderem: „Ich will, dass ihr mir ins Gesicht schaut und versteht, was am Dienstag passiert ist.  Egal, ob Muslim, Christ, Buddhist, Jude oder Atheist, egal ob links, rechts oder Mitte – ihr seid das Licht der Welt.“  Außerdem dankte er den Einsatzkräften und sprach den Angehörigen der Opfer sein Mitgefühl aus. Abschließend forderte er die Politik auf, Konsequenzen aus der Tat zu ziehen, um ähnliche Vorfälle in Zukunft zu verhindern.

### Reaktionen auf Waffenrechtsverschärfung
Zahlreiche Reaktionen wurden im Bezug auf das geltende Waffenrecht oder die nach der Tat angekündigten Änderungen dazu (siehe Überschrift Rechtliche Folgen) abgegeben.
Van der Bellen sagte nach einem Besuch des Tatortes: „Wenn wir zum Schluss kommen, dass das Waffengesetz geändert werden muss, dann werden wir das auch tun.“
Der Bundessprecher der Grünen Werner Kogler stellte in Frage, wieso Privatpersonen (außer beispielsweise Sportschützen und Jägern) Waffen brauchen, forderte eine „Freiheit von Waffen“ und nicht eine „Freiheit für Waffen“ und verlangte damit eine wesentlich stärkere Restriktion des Waffenrechtes, als dieses seitens der Regierung in Aussicht gestellt wurde.
Der Leiter der Bundespolizeidirektion Wien Gerhard Pürstl begrüßte die Verschärfungen im Waffenrecht und forderte ein Waffenverbot im öffentlichen Raum, hier insbesondere bei Messern. Pürstl nannte diesbezüglich eine Statistik aus Wien-Favoriten, wo 2024 von 175 durch die Polizei abgenommen gefährlichen Gegenständen 120 Messer waren.

### Spenden und Benefizveranstaltungen
Auf ein von der Stadt Graz eingerichtetes Spendenkonto für die Opfer gingen rund 228.000 Euro ein.
Am 25. Juli 2025 fand ein Benefizfußballspiel zwischen dem 1. FC Köln und Leicester City in der Grazer Merkur Arena vor 3800 Zuschauern statt, organisiert von IFCS (Ergebnis 3:1). Das Stadion wurde von der Stadt Graz kostenfrei zur Verfügung gestellt. Der Ticketerlös ging an den Elternverein der Schule, außerdem spendeten beide Vereine und der Veranstalter jeweils 5000 Euro. Insgesamt wurden im Rahmen des Spiels 40.000 Euro gesammelt. Es gab ein kostenloses Kartenkontingent für Schüler des BORG. Die Vereine waren in der Steiermark auf Trainingslager.

## Folgen und Nachahmerdrohungen
In den Tagen nach dem Amoklauf entwickelte sich eine erhöhte Sensibilität gegenüber ähnlichen Bedrohungen und es kam vereinzelt zu sogenannten Nachahmerdrohungen. Diese Drohungen, oft per E-Mail oder über soziale Medien verbreitet, lösten mitunter die Mobilisierung großer Einsatzkräfte und präventive Maßnahmen aus, die Drohungen erwiesen sich später als substanzlos. Ein Beispiel dafür ereignete sich am 12. Juni 2025 in Stainz im Bezirk Deutschlandsberg. Dort ging eine Amokdrohung per E-Mail ein, die einen Großeinsatz von Polizei, Rettung und Kriseninterventionsteams an der Volksschule, der Mittelschule und der Polytechnischen Schule Stainz auslöste. Die Schulen wurden großräumig abgesperrt und Eltern wurden dazu aufgerufen, ihre Kinder so rasch wie möglich abzuholen. Die Drohung stellte sich später als haltlos heraus und die Polizei konnte Entwarnung geben.
Im Internet wurde auch gegen einen an dieser Tat vollkommen unbeteiligten Mann aus der Südweststeiermark gehetzt, dessen Spitzname mit dem Vornamen des Amokläufers identisch ist und dessen Nachname mit demselben Anfangsbuchstaben beginnt. Seine Daten und Fotos wurden international geteilt, was einen Shitstorm gegen seine Person auslöste. Er wandte sich deshalb an den ORF, der daraufhin in der ZIB1 ein Video ausstrahlte, in dem er die Öffentlichkeit über den wahren Sachverhalt aufklärte.

### Rechtliche Folgen
In einem Interview mit Bundeskanzler Christian Stocker kündigte dieser am 14. Juni 2025 im Mittagsjournal auf Ö1 Verschärfungen im Waffenrecht an. Die als mögliche Konsequenzen in den Raum gestellten Änderungen am geltenden Waffenrecht waren die Anhebung des Alterslimits, die Änderung der Einteilung einer Schusswaffen in eine bestimmte „Waffengattung“ (Annahme: Stocker sprach von den Einstufungen der Waffenarten in eine bestimmte Kategorie nach § 2 Abs 1 WaffG), die Verbesserung des Datenaustausches zwischen den Behörden sowie die Verbesserung der Beurteilungsqualität, wobei hierbei die Qualität und nicht die Quantität der Überprüfung der Zugangs- bzw. Eignungsvoraussetzungen steigen solle. Ein erster Vorschlag zu einer Gesetzesänderung wurde am 18. Juni 2025 im Ministerrat eingebracht werden, die Umsetzung sollte noch vor der Sommerpause angestoßen werden.
Die am 18. Juni 2025 im Ministerrat beschlossenen Maßnahmen waren neben der Einrichtung eines Hilfsfonds für vom Amoklauf direkt Betroffene und einer Verstärkung der psychosozialen Betreuung auch Verschärfungen im Waffenrecht. Stocker gab bei einer Pressekonferenz an, dass das Erwerbsalter für „besonders gefährliche Schusswaffen“ (Waffen der Kategorie B) von 21 auf 25 Jahre angehoben werden soll. Hinsichtlich des für den Waffenerwerb benötigten psychologischen Gutachtens soll der Datenaustausch zwischen den Behörden erleichtert werden. Laut Andreas Babler sollen die im Rahmen der Stellung erstellten psychologischen Gutachten „insbesondere bei Feststellung der Untauglichkeit“ künftig den Behörden zugänglich sein. Zudem soll, so Babler weiter, die Abkühlphase von drei Tagen auf vier Wochen verlängert werden. Die Waffenbesitzkarte soll beim Erstkauf einer Waffe auf acht Jahre befristet werden. Nach den aktuell vorgelegten Maßnahmen soll es bei der nach § 25 Abs 1 WaffG alle fünf Jahre durchzuführenden Überprüfung der Verlässlichkeit ebenfalls zu Verschärfungen kommen.

Unverändert soll bleiben, dass Waffen der Kategorie C ab 18 Jahren erworben werden können, wobei es für Personen zwischen 18 und 25 Jahren beim Erwerb weitere Einschränkungen geben soll. Ebenso unverändert bleiben die Regelungen für Personen die bereits eine Waffe besitzen als auch bei Jägern.

#### Kritik
Die Vorschläge und das Vorhaben der Regierung zur Gesetzesänderung müssen in Verbindung zum vorliegenden Fall als Anlassgesetzgebung bezeichnet und im Speziellen hinsichtlich der geplanten Geschwindigkeit der Umsetzung durchaus kritisch betrachtet werden. Die verbessernde Eigenschaft der Gesetzesänderung muss in diesem Fall kritisch beäugt und fraglich gestellt werden, da die Setzung einer Maßnahme, unabhängig von deren Notwendigkeit, zur reinen Symbolpolitik verkommen kann, welche zumindest in Teilen veranlasst wurde, um nicht der Untätigkeit bezichtigt zu werden, die aber praktisch keine wesentliche Änderung der Sachlage herbeizuführen vermag.

Als ein Beispiel für solch eine Anlassgesetzgebung der Vergangenheit, die in legistischer Hinsicht mit dem Grazer Fall vergleichbar ist, kann die „Pumpgun-Novelle“ aus 1994 genannt werden, mit welcher das Waffengesetz 1986 geändert und der Besitz und die Einfuhr von „Flinten (Schrotgewehren) mit Vorderschaftrepetiersystem (,Pumpguns')“ verboten wurde. Der damals in der Regierungsvorlage angeführte Grund der Gesetzesänderung war die „Häufung von Gewalttaten unter Verwendung von als ‚Pumpguns‘ bekannten Schrotgewehren“, welche sich für solche Taten „auf Grund ihrer Funktions- und Wirkungsweise besonders eignen“ würden.

Schon aus diversen Stellungnahmen zur Regierungsvorlage ging deren geringe Tauglichkeit zur Lösung des Problems hervor. Der Rechnungshof schrieb, dass die „bevorzugte Heranziehung dieser Schußwaffen weniger in ihrer Funktions- und Wirkungsweise, als vielmehr darin [liege], daß der Erwerb dieser Waffen lediglich die Vollendung des 18. Lebensjahres des Erwerbers voraussetzt und sonst keinen Beschränkungen unterliegt“, wobei „zu einer Bluttat Entschlossene auf andere, mit Vollendung des 18. Lebensjahres problemlos zu erwerbende, Schußwaffen [...] weiterhin Zugriff hätten“. Die GÖD war der Meinung, dass sich „weder das angestrebte Ziel (Verhinderung von Bluttaten mit Waffen) noch die bestehenden Lücken des Waffengesetzes 1986 geschlossen werden“. Die Rechtswissenschaftliche Fakultät der Universität Wien mahnte, dass „die beabsichtigte Konzentration auf einen Einzelaspekt einiger spektakulärer, für die österreichische Kriminalitätssituation jedoch atypischer Ereignisse die Gefahr birgt, das eigentliche Problem zu verfehlen“.

Parallelen lassen sich zum damaligen Fall insofern ziehen, als dass auch damals schon die Anhebung des Mindestalters für den Erwerb von Waffen vorgeschlagen, aber nicht umgesetzt wurde. Auch der Vergleich des beabsichtigten bzw. sich abzeichnenden Zeitraums der Umsetzung von 2. Waffengesetznovelle 1994 (ca. eineinhalb Monate vom Start des parlamentarischen Verfahrens bis zum Inkrafttreten des Gesetzes) und aktuellem Gesetzesänderungsvorhaben (ca. zwei Wochen vom Ministerrat zum Beginn der Sommerpause des Parlaments Anfang Juli) erwecken den Eindruck, dass einem (die legistische Qualität sichernden, aber zwangsweise längeren) Begutachtungsverfahren die schnelle Erzielung einer vorzeigbaren Lösung mit nicht abschätzbarer Qualität vorgezogen wird.
An den am 18. Juni 2025 im Ministerrat beschlossenen Maßnahmen ist zum einen zu kritisieren, dass nur Wehrpflichtige der Stellungspflicht unterliegen womit von den im Rahmen der Stellung erstellten Gutachten nur „österreichische Staatsbürger männlichen Geschlechtes“ betroffen sind, „die das 17. Lebensjahr vollendet und das 50. Lebensjahr noch nicht vollendet haben“.

Weiters ist kritikwürdig, dass die Verlängerung der Abkühlphase nur Waffen der Kategorie C betrifft und selbst hier nur jene Personen die weder einen Waffenpass noch eine Waffenbesitzkarte oder Jagdkarte besitzen. Besitzt eine Person einen Waffenpass, eine Waffenbesitzkarte oder eine Jagdkarte kann eine Waffen der Kategorie C, nach aktueller Regelung, sofort dem Erwerber überlassen werden. Schusswaffen der Kategorie B dürfen zwar nur dem Inhaber eines Waffenpasses oder einer Waffenbesitzkarte überlassen werden, jedoch besteht nach aktueller Regelung auch hier keine Abkühlphase beim Erwerb, sondern dieser ist der zuständigen Behörde lediglich innerhalb von sechs Wochen schriftlich anzuzeigen.
Die Rechtsanwältin und Expertin für Jagd- und Waffenrecht Eva Erlacher beurteilte die Änderungen dahingehend, dass mit den geplanten Änderungen für den Täter der Erwerb der Pistole nicht mehr, der Kauf der Flinte aber unter Einschränkungen möglich gewesen wäre. Im Vergleich zu anderen Ländern sei das Waffenrecht in Österreich „sehr restriktiv“, wenn es das bei sich haben („führen“) von Waffen im öffentlichen Raum angeht. Die Gesetzesänderung betrifft den bislang vergleichsweise liberal gestalteten Einzelbereich des Besitzes im eigenen (z. B. Wohn-) Bereich. Zu kritisieren sei, so Erlacher, dass die Normen des Waffengesetz aufgrund dieses einen Amokläufers überdacht werden und „Anlassgesetzgebung in diesem Ausmaß nicht geboten“ sei. Beim vorliegenden Fall würde ein Attentäter herangezogen werden, an welchem sich „die Gesetzeslage orientiert“. Die geplanten Änderungen seien „aus einer Emotion heraus“ entstanden, bei welchen man meinen könnte, dass der Schütze in das Gesetz geschrieben und als „Maßfigur für Gesetzgebung“ herangezogen werden würde. Wesentlich sinnvoller wäre beispielsweise die automatische Verhängung eines Waffenverbots bei der Ausstellung eines negativen psychologischen Gutachtens, ein Vorgang der für die Behörde aktuell nur als Kann-Bestimmung besteht. Zudem kritisierte Erlacher das Auseinanderdriften der Übernahme von Verantwortung, bei dem auf der einen Seite durch eine allgemein diskutierte Herabsetzung des Strafmündigkeitsalters von 14 auf 12 Jahre Verantwortung früher übernommen werden müsste, auf der anderen Seite für den Waffenbesitz eine Anhebung des Alters von 21 auf 25 Jahre durchgeführt werden soll, mit welcher der Einzelnen die Verantwortung für Schusswaffen länger nicht übernehmen darf.

## Kritik an medialer Berichterstattung
Mehrere österreichische Medien, sowie die deutsche Bildzeitung, wurden aufgrund ihrer Berichterstattung kritisiert. Trotz Aufrufen der Polizei, keine Videos der Tat zu verbreiten, veröffentlichten die Kronen Zeitung, oe24, die Bild und vor allem das rechtsextreme Verschwörungsmedium AUF1 Videos, die in und vor der Schule aufgenommen wurden, etwa Handyvideos von Schülern, die diese auf Messaging-Diensten geteilt hatten. AUF1 postete mehrere Videos auch auf dem Telegramkanal des Senders und auf X, zumindest eines dieser Videos wurde von der Bild und oe24 eingebettet. oe24 soll ein Video, auf dem der Abtransport von Verletzten oder Leichensäcken zu sehen war, geteilt und dann wieder gelöscht haben. Die Krone verbreitete ein Video von der Evakuierung der Schule unter dem Titel „Video zeigt, wie Jugendliche um ihr Leben rennen.“
Zwei Journalisten vom Nachrichtenmagazin Profil suchten wenige Stunden nach der Tat die Mutter des Täters vor ihrer Wohnung auf, wo sie gemeinsam mit ihren Kindern wohnte, und klingelte an der Wohnungstüre. Die Mutter wollte nicht mit den Journalisten sprechen. Stattdessen beinhaltete die Reportage unter dem Titel „Daheim beim Attentäter“ Interviews mit „schockierten Nachbarn“. Nach Kritik in sozialen Medien schrieb Herausgeberin Anna Thalhammer: „Wir finden einen Kontaktversuch ethisch vertretbar – vielleicht hätte sie (Die Mutter, Anm.) was sagen wollen.“
In den ersten Tagen nach der Tat gingen über 100 Beschwerden beim Presserat ein. Der österreichische Vizekanzler und Medienminister Andreas Babler (SPÖ) kündigte eine Aufarbeitung der Berichterstattung, sowie Maßnahmen an. „Die Würde der Betroffenen musste der Sensationslust von Medien weichen. Ihr Leid wurde kommerzialisiert“, so Babler. Der Schulsprecher des BORG bat die Medien am Tag nach der Tat, die Schüler in Ruhe zu lassen, und forderte Respekt ein.

## Nachfolgender Schulbetrieb
Der Nationalrat beschloss für die diesjährigen Maturanten dieser Schule eine Sonderregelung: Sie können auf mündliche Maturaprüfungen verzichten und bekommen in diesem Fall die Jahresnote als Maturanote.
Zwei Wochen nach dem Amoklauf startete am 23. Juni 2025 der Schulbetrieb mit Betreuungs- und Beschäftigungsangeboten statt Unterricht.